# Corey Hawkins
Corey Antonio Hawkins (født 22. oktober 1988) er en amerikansk skuespiller. Han er kendt for sin rolle i tv-serien The Walking Dead og som Dr. Dre i Straight Outta Compton fra 2015.

## Liv og karriere
Hawkins blev født i Washington D.C., hvor han voksede op med sin mor, en politibetjent.